# Údolí Anduiny
Údolí Anduiny, známé také jako Údolí Velké řeky, byla úrodná údolí řeky Anduiny ve fiktivním světě J.R.R. Tolkiena. Ležely mezi Mlžnými horami a Temným hvozdem a sahaly stovky mil. Údolí Anduiny byl souhrnný název pro velké údolí Anduiny, od Šedých hor až k Berennyru. Zde se také Kosatcová řeka setkává s řekou Anduinou a tvoří Kosatcová pole. V průběhu historie byla údolí osídlena převážně lidmi, avšak mezi jejími obyvateli nechyběli Kožoměnci a Hobiti. Kdysi to byl původní domov hobitů ve Středozemi (jejich původní rodiště je neznámé), než se kvůli rostoucímu nebezpečí přicházejícímu z Temného hvozdu přestěhovali na západ do zemí Hůrky, Dunlandu a nakonec Kraje. Malá kolonie Hobitů zůstala v Kosatcových polích až do roku 2460 Třetího věku.
V druhé polovině Třetího věku byla tato země z větší části neklidná kvůli hrozbě z Temného hvozdu. Pouze Kožoměnci, včetně samotného Medděda, místní Seveřané a Radagast z Rhosgobelu, se odvážili žít v této zemi nebo v její blízkosti.

## Historie
V Prvním věku se Eldar usadili na východ od řeky Anduiny během Velké cesty a založili zemi Atyamar, která však byla o něco později postižena zlým počasím a zničila jejich domovy. Teleri, kteří se příliš báli přejít Mlžné hory, se zde zastavili. Stali se z nich Nandor. Později se k nim přidali Avari, konkrétně Penni, kteří přišli na západ. Ale nakonec někteří z nich odešli z údolí na západ.
Silvanští elfové založili říše na obou stranách Údolí a jejich zbytky byli Elfové z Temného hvozdu nebo Galadhrimu.
Ke konci Prvního věku obsadili Údolí lidé z Edain, předkové Seveřanů a Númenorejců. Tito lidé byli v unii s trpaslíky z Khazad-Dûmu a poskytovali jídlo výměnou za trpasličí zbraně a vzácné předměty. Tato spolupráce pokračovala až do války elfů a Saurona, kdy se trpaslíci uzavřeli do svých hor a jejich sídla konstantně napadána. Na konci druhého věku kmen lidí, ze kterých později vznikli Lesníci Temného Hvozdu pochodoval ze svých domovů, aby vyhladili skřety, kteří přepadli Isildura při jeho návratu z Gondoru.
Po katastrofální bitvě na pláních byli někteří z přeživších Seveřanů shromážděni pod vedením Marhwiniho, syna Marhariho, který je vedl na sever mezi Anduinu a Temný hvozd a nakonec se usadili v údolích Anduin mezi město Carrock a kosatcová pole. Připojilo se k nim mnoho uprchlíků, kteří prošli Temným hvozdem z bývalého Království Rhovanionu. To byl zrod Éothéodu.
Na konci třetího věku byl střed Velkého Zeleného Hvozdu udělen tehdy vzniklému národu Lesníků, kteří později, těsně před Válkou o Prsten, pomáhali elfům při honbě za Glumem.
Někdy během třetího věku se hobiti stěhovali do údolí Anduiny z neznámého dřívějšího místa; Údolí jsou jejich první známou lokalitou, než nakonec stín Dol Gulduru padl na Zelený Hvozd. většina Hobitů odešla na západ v roce 1050 a tak začaly jejich Dny toulání. Když Angmar ohrožoval Eriador, někteří z těchto Hobitů se vrátila na východ a kolem roku 1356 se opět usadili na Kosatcovích polích.
Kdysi slušná a úrodná země se stala nebezpečnou oblastí, kterou strašily přízraky a jiná stvoření Nekromanta v Dol Guldur. Když však byla země Angmaru poražena v roce 1975 a její tábory na severu údolí opuštěny, Frumgar uvolnil půdu na severu a vedl Éothéod do údolí mezi řekami Greylin a Langwell, kde postavili město Framsburg.
Přibližně v době vlády správce Ciriona (asi v roce 2500) Balchoth, země Východňanů z území Dorrhúnenu na jižním Rhovanionu a zemí východně od jezera Rhún, často podnikal nájezdy přes les a přes Údolí napadal Gondor, dokud nebylo jižní údolí z velké části opuštěno. V roce 2510 byly síly Balchothy nepřetržitě posilovány z východu a stavěly se velké čluny a vory na východním pobřeží Anduiny. Poté se vylodili na druhé straně řeky, kde smetli Gondorské obránce, než byli poraženi spojenou silou Gondoru a Éothéodu.
V pozdějších letech před Válkou o Prsten se situace v údolí převážně uklidnila, a na její území se usídlil kmen známý jako Beornové. Během Grimbeornova času byly otevřeny cesty Vyšší Stezky a Břehů Carrocku a žádný skřet ani vlk se neodvážil vstoupit do údolí.

## Obyvatelé
Seveřané z údolí Anduin jsou národy lidí, kteří žili na sever od Gondoru a uznali jeho autoritu, když Jižní království dosáhlo vrcholu své moci za dnů krále Hyarmendacila ve dvanáctém století Třetího věku. Jejich jazyk měl určitý vliv na jazyk hobitů, kteří v té době žili v údolí Anduin. Lidé z těchto údolí byli také velmi přátelští vůči svým sousedům, a jejich jedinými protivníky byli skřeti a po nějaký čas Východňané Balchothu.